# جکسون توماس وایت
جکسون توماس وایت (انگلیسی: Jack White؛ زادهٔ ۵ اوت ۱۹۹۷) بازیکن بسکتبال اهل استرالیا است.
از باشگاه‌هایی که در آن بازی کرده‌است می‌توان به بسکتبال مردان دوک بلو دولز اشاره کرد.
وی در مسابقات کشوری و بین‌المللی در مجموع برندهٔ ۱ مدال نقره، ۱ مدال برنز شده‌است.